# Хасьянова, Гульнара Шамильевна
Гульна́ра Шами́льевна Хасья́нова (род. 31 июля 1970, Москва) — генеральный директор ПАО «Микрон»; исполнительный директор «Союза LTE»; Председатель Совета директоров ОАО «СММ».

## Биография
Родилась в 1970 году в Москве. Окончила Московский технический университет связи и информатики по специальности «Экономика и управление в связи». Замужем, есть дочь. Увлечение коммуникациями и всем, что связано со связью, появилось в жизни Гульнары в старших классах: раз в неделю школьники должны были осваивать рабочую специальность, и Гульнару направили в справочную службу «09» МГТС. Два года она работала телефонисткой, именно там узнала об университете связи, куда в итоге и решила поступать. В 1992 девушке выдали диплом о высшем образовании и распределили её на московскую междугородку (ОАО «Междугородный и международный телефон») специалистом по маркетингу. За несколько лет работы в компании Гульнара быстро поднялась по карьерной лестнице, сменив посты начальника отдела маркетинга, руководителя службы экономики и маркетинга и начальника отдела развития бизнеса.
В 2000 году «междугородка» стала филиалом «Ростелекома», и уже через год Гульнара попала в его генеральную дирекцию. Здесь снова руководила управлением маркетинга, в 2003 стала коммерческим директором компании, а в 2005 — заместителем гендиректора. Родив ребёнка, ушла на аналогичную должность в «Межрегиональный ТранзитТелеком», который стал конкурентом «Ростелекома» на рынке связи. Совсем скоро, однако, Гульнара получила новое деловое предложение — занять должность генерального директора «Скай Линка». Хасьянова стала пятым гендиректором в истории компании. Во время её назначения «Скай Линк» переживал не лучшие времена: за четыре предыдущих года работы в стандарте CDMA ему удалось набрать меньше миллиона абонентов, в то время как GSM-операторы обслуживали уже более 165.
Генеральным директором Гульнара оставалась четыре года — вплоть до этой весны, когда «Союз операторов связи LTE» (Консорциум 4G) принял решение о назначении её своим исполнительным директором. Теперь в обязанности Гульнары входит организация взаимодействия операторов-участников консорциума и общее управление его работой, касающейся предоставления услуг связи четвёртого поколения.
Хобби — музыка, фигурное катание, сноуборд.

## Образование
Московский технический университет связи и информатики (МТУСИ), специальность «Экономика и управление в связи», стажировки в компаниях Deutsche Telecom, France Telecom, опыт работы в различных телекоммуникационных компаниях РФ
Кандидат экономических наук.
Многократно отмечена в различных отраслевых и профессиональных рейтингах, в том числе
- Коммерсант, рейтинг высших руководителей, отрасль связь[4]
- Рейтинг деловых женщин России журнала «Финанс»[5]
- РИА Новости и Эхо Москвы: 100 самых влиятельных женщин России[6][7]

## Профессиональная деятельность
1992—2001 гг. — ОАО «Междугородный и международный телефон» (с 2000 г. — филиал ОАО «Ростелеком» — ММТ).
2001—2005 гг. — Генеральная дирекция ОАО «Ростелеком», заместитель генерального директора.
2005—2007 гг. — ОАО «Межрегиональный ТранзитТелеком» (МТТ), заместитель генерального директора по коммерческой деятельности.
В 2007—2011 гг. — ЗАО «Скай Линк», генеральный директор (в 2011 г. группа компаний «Скай Линк» интегрирована в состав объединённого Ростелекома).
С апреля 2011 г. по настоящее время — исполнительный директор Союза операторов мобильной связи ЛТЕ/ LTE Union.
С 1 марта 2014 по 26 января 2016 г. — Президент ОАО «СММ».
С 26 января по настоящее время — председатель Совета директоров ОАО «СММ».
С 26 января по 27 апреля 2016 г. — первый заместитель генерального директора ОАО «НИИМЭ и Микрон».
С 27 апреля 2016 г. — генеральный директор ОАО «НИИМЭ и Микрон».

## Интервью, статьи
- Интервью на радиостанции «Эхо Москвы» http://www.echo.msk.ru/programs/beseda/40738/
- «Скай Линк» запустил Rev.A http://www.mskit.ru/news/n49247/
- Компания «Скай Линк» лидирует по количеству сетей 3G http://www.dailycomm.ru/m/3414/
- Впервые в плюсе http://www.comnews.ru/node/19965
- Операторы почти забыли про «голос» http://www.bfm.ru/news/117869?doctype=article
- Третий вариант конверсии придется отложить http://www.vedomosti.ru/newspaper/article/479901/tretij-variant-konversii-pridetsya-otlozhit
- Союз LTE предлагает узаконить совместное использование базовых станций http://www.rbcdaily.ru/media/562949982239318
- Александр Механик Как встроиться в мировую микроэлектронную элиту // Эксперт, 2021, № 35. — с. 34-39